# Jérémy Mathieu
Jérémy Mathieu (Luxeuil-les-Bains, 29 ottobre 1983) è un ex calciatore francese, di ruolo difensore.

## Biografia
Al termine della sua carriera calcistica è stato assunto come commesso in un negozio.

## Caratteristiche tecniche
Di ruolo terzino sinistro, poteva giocare anche come difensore centrale, ruolo in cui è stato schierato per la prima volta quando militava al Valencia. Grazie alla sua stazza sapeva farsi valere nel gioco aereo sia in fase offensiva che in quella difensiva.

## Carriera

### Club

#### Sochaux e Tolosa
Cresciuto nel Sochaux, debutta in prima squadra nel 2002 e nel 2005 passa al Tolosa.
Nella stagione 2006-2007 è uno dei principali artefici, insieme allo svedese Johan Elmander, della storica qualificazione in Champions League del Tolosa. Molte squadre si interessano a lui, ma il club francese chiede 15 milioni di euro e l'affare tramonta.
Nel 2007-2008 Mathieu, anche a causa della crisi tecnica e finanziaria del suo club, non riesce a brillare, finendo spesso in panchina e non riconfermandosi ad alti livelli.

#### Valencia
Il 13 giugno 2009 viene acquistato dal Valencia, di cui diventa vice-capitano e nell'ultima stagione capitano a causa del poco impiego di Ricardo Costa.

#### Barcellona
Il 23 luglio 2014 viene acquistato dal Barcellona per circa 20 milioni di euro. Il giocatore firma un contratto di quattro anni con opzione per il quinto. Si laurea campione di Spagna col Barcellona il 17 maggio 2015, grazie alla vittoria in trasferta per 1 a 0 sull'Atlético Madrid e campione d'Europa vincendo la Champions League con il risultato di 3-1 in finale contro la Juventus.

#### Sporting Lisbona e ritiro
Il 7 luglio 2017 viene ufficializzato il suo trasferimento allo Sporting Lisbona, firmando un contratto di due anni con la società polisportiva portoghese, con una clausola rescissoria di 60 milioni di euro. L'11 gennaio 2020 gioca la sua 100ª partita con la maglia dello Sporting. Il 25 giugno seguente, dopo un grave infortunio subito il giorno prima al ginocchio sinistro, annuncia il ritiro dal calcio giocato.
Successivamente torna sui propri passi militando nel Luynes Sports in Francia, per poi ritirarsi definitivamente il 23 ottobre 2023.

### Nazionale
La buona stagione nel 2006-2007 con il Tolosa gli consente di ottenere anche la convocazione nella Nazionale francese.
L'annata storta nel 2007-2008 gli costa il campionato d'Europa 2008 di Austria e Svizzera.
L'11 novembre 2011 esordisce con la maglia della nazionale francese nell'amichevole contro gli Stati Uniti vinta per 1-0.
Viene convocato per gli Europei 2016 in Francia, ma non può parteciparvi per infortunio e viene sostituito da Samuel Umtiti.
Nel settembre 2016 annuncio il suo addio alla nazionale.

## Statistiche

### Presenze e reti nei club
Statistiche aggiornate al 25 giugno 2020.
| Stagione          | Squadra           | Campionato        | Campionato | Campionato | Coppe nazionali | Coppe nazionali | Coppe nazionali | Coppe continentali | Coppe continentali | Coppe continentali | Altre coppe | Altre coppe | Altre coppe | Totale | Totale |
| Stagione          | Squadra           | Comp              | Pres       | Reti       | Comp            | Pres            | Reti            | Comp               | Pres               | Reti               | Comp        | Pres        | Reti        | Pres   | Reti   |
| ----------------- | ----------------- | ----------------- | ---------- | ---------- | --------------- | --------------- | --------------- | ------------------ | ------------------ | ------------------ | ----------- | ----------- | ----------- | ------ | ------ |
| 2002-2003         | Sochaux           | L1                | 23         | 4          | CF+CdL          | 0+3             | 0               | I                  | 6                  | 1                  | -           | -           | -           | 32     | 5      |
| 2003-2004         | Sochaux           | L1                | 29         | 4          | CF+CdL          | 0+4             | 0+2             | CU                 | 6                  | 1                  | -           | -           | -           | 39     | 7      |
| 2004-2005         | Sochaux           | L1                | 34         | 2          | CF+CdL          | 4+2             | 0+1             | CU                 | 8                  | 1                  | -           | -           | -           | 48     | 4      |
| Totale Sochaux    | Totale Sochaux    | Totale Sochaux    | 86         | 10         |                 | 13              | 3               |                    | 20                 | 3                  |             | -           | -           | 119    | 16     |
| 2005-2006         | Tolosa            | L1                | 35         | 2          | CF+CdL          | 0+2             | 0               |                    | -                  | -                  | -           | -           | -           | 37     | 2      |
| 2006-2007         | Tolosa            | L1                | 32         | 2          | CF+CdL          | 1+2             | 0               |                    | -                  | -                  | -           | -           | -           | 35     | 2      |
| 2007-2008         | Tolosa            | L1                | 14         | 1          | CF+CdL          | 0               | 0               | UCL                | 1                  | 0                  | -           | -           | -           | 15     | 1      |
| 2008-2009         | Tolosa            | L1                | 31         | 0          | CF+CdL          | 3+1             | 0               |                    | -                  | -                  | -           | -           | -           | 35     | 0      |
| Totale Tolosa     | Totale Tolosa     | Totale Tolosa     | 112        | 5          |                 | 9               | 0               |                    | 1                  | 0                  |             | -           | -           | 122    | 5      |
| 2009-2010         | Valencia          | PD                | 17         | 1          | CR              | 2               | 0               | UEL                | 6                  | 0                  | -           | -           | -           | 25     | 1      |
| 2010-2011         | Valencia          | PD                | 29         | 1          | CR              | 2               | 0               | UCL                | 7                  | 0                  | -           | -           | -           | 38     | 1      |
| 2011-2012         | Valencia          | PD                | 31         | 0          | CR              | 6               | 0               | UCL+UEL            | 6+7                | 0                  | -           | -           | -           | 50     | 0      |
| 2012-2013         | Valencia          | PD                | 17         | 1          | CR              | 0               | 0               | UCL                | 1                  | 0                  | -           | -           | -           | 18     | 1      |
| 2013-2014         | Valencia          | PD                | 32         | 3          | CR              | 4               | 0               | UEL                | 10                 | 1                  | -           | -           | -           | 46     | 4      |
| Totale Valencia   | Totale Valencia   | Totale Valencia   | 126        | 6          |                 | 14              | 0               |                    | 37                 | 1                  |             | -           | -           | 177    | 7      |
| 2014-2015         | Barcellona        | PD                | 28         | 2          | CR              | 6               | 1               | UCL                | 7                  | 0                  | -           | -           | -           | 41     | 3      |
| 2015-2016         | Barcellona        | PD                | 21         | 0          | CR              | 7               | 0               | UCL                | 3                  | 0                  | SU+SS+Cmc   | 1+1+1       | 0           | 34     | 0      |
| 2016-2017         | Barcellona        | PD                | 13         | 1          | CR              | 0               | 0               | UCL                | 2                  | 0                  | SS          | 1           | 0           | 16     | 1      |
| Totale Barcellona | Totale Barcellona | Totale Barcellona | 62         | 3          |                 | 13              | 1               |                    | 12                 | 0                  |             | 4           | 0           | 91     | 4      |
| 2017-2018         | Sporting          | PL                | 29         | 2          | TP+TC           | 3+4             | 0+1             | UCL+UEL            | 7+5                | 0                  | -           | -           | -           | 48     | 3      |
| 2018-2019         | Sporting          | PL                | 24         | 3          | TP+TC           | 5+2             | 0               | UEL                | 2                  | 0                  | -           | -           | -           | 33     | 3      |
| 2019-2020         | Sporting          | PL                | 19         | 1          | TC              | 2               | 1               | UEL                | 3                  | 1                  | SP          | 1           | 0           | 25     | 3      |
| Totale Sporting   | Totale Sporting   | Totale Sporting   | 72         | 6          |                 | 16              | 2               |                    | 17                 | 1                  |             | 1           | 0           | 106    | 9      |
| Totale carriera   | Totale carriera   | Totale carriera   | 458        | 30         |                 | 65              | 6               |                    | 87                 | 5                  |             | 5           | 0           | 615    | 41     |

### Cronologia presenze e reti in nazionale
| Cronologia completa delle presenze e delle reti in nazionale ― Francia | Cronologia completa delle presenze e delle reti in nazionale ― Francia | Cronologia completa delle presenze e delle reti in nazionale ― Francia | Cronologia completa delle presenze e delle reti in nazionale ― Francia | Cronologia completa delle presenze e delle reti in nazionale ― Francia | Cronologia completa delle presenze e delle reti in nazionale ― Francia | Cronologia completa delle presenze e delle reti in nazionale ― Francia | Cronologia completa delle presenze e delle reti in nazionale ― Francia |
| Data                                                                   | Città                                                                  | In casa                                                                | Risultato                                                              | Ospiti                                                                 | Competizione                                                           | Reti                                                                   | Note                                                                   |
| ---------------------------------------------------------------------- | ---------------------------------------------------------------------- | ---------------------------------------------------------------------- | ---------------------------------------------------------------------- | ---------------------------------------------------------------------- | ---------------------------------------------------------------------- | ---------------------------------------------------------------------- | ---------------------------------------------------------------------- |
| 11-11-2011                                                             | Kiev                                                                   | Francia                                                                | 1 – 0                                                                  | Stati Uniti                                                            | Amichevole                                                             | -                                                                      |                                                                        |
| 9-6-2013                                                               | Porto Alegre                                                           | Brasile                                                                | 3 – 0                                                                  | Francia                                                                | Amichevole                                                             | -                                                                      |                                                                        |
| 7-9-2014                                                               | Belgrado                                                               | Serbia                                                                 | 1 – 1                                                                  | Francia                                                                | Amichevole                                                             | -                                                                      |                                                                        |
| 14-10-2014                                                             | Erevan                                                                 | Armenia                                                                | 0 – 3                                                                  | Francia                                                                | Amichevole                                                             | -                                                                      |                                                                        |
| 29-3-2016                                                              | Saint-Denis                                                            | Francia                                                                | 4 – 2                                                                  | Russia                                                                 | Amichevole                                                             | -                                                                      | 46’ 54’                                                                |
| Totale                                                                 |                                                                        | Presenze                                                               | 5                                                                      |                                                                        | Reti                                                                   | 0                                                                      |                                                                        |

## Palmarès

### Club

#### Competizioni nazionali
- Coppa di Lega francese: 1

Sochaux: 2003-2004
- Campionato spagnolo: 2

Barcellona: 2014-2015, 2015-2016
- Coppa di Spagna: 3

Barcellona: 2014-2015, 2015-2016, 2016-2017
- Supercoppa di Spagna: 1

Barcellona: 2016
- Coppa di Lega portoghese: 2

Sporting Lisbona: 2017-2018, 2018-2019
- Coppa del Portogallo: 1

Sporting Lisbona: 2018-2019

#### Competizioni internazionali
- UEFA Champions League: 1

Barcellona: 2014-2015
- Supercoppa UEFA: 1

Barcellona: 2015
- Coppa del mondo per club: 1

Barcellona: 2015